# HMS King George V (41)
La HMS King George V (Pennant number 41) è stata una nave da battaglia dalla Royal Navy, prima unità dell'omonima classe.
Originariamente destinata a chiamarsi "King George VI", fu chiamata invece King George V in onore del padre del nuovo sovrano (salito al trono nel 1936): si trattò di una rottura con la tradizione, secondo la quale la prima nave da guerra costruita sotto un nuovo re, doveva prendere il suo nome.
Entrata in servizio quattro mesi dopo l'inizio della seconda guerra mondiale, trovò un ampio impiego nel conflitto, venendo schierata in tutti i principali teatri di guerra: nell'Atlantico, nel Mediterraneo e nel Pacifico.

## Storia
La nave venne costruita da Vickers-Armstrong nel cantiere Walker Naval Yard di Newcastle. I lavori iniziarono il 1º gennaio 1937 e lo scafo venne varato il 21 febbraio 1939. Salpò per la Scozia il 16 ottobre 1940: a Rosyth vennero caricate a bordo le munizioni e si svolsero le prove in mare. La King George V entrò ufficialmente in servizio l'11 dicembre 1940 e venne assegnata alla Home Fleet.

### Impiego operativo
All'inizio del 1941 attraversò l'Atlantico per portare Lord Halifax, l'ambasciatore britannico negli Stati Uniti, ad Annapolis e al ritorno scortò il convoglio BHX 104 , arrivando a Scapa Flow il 6 febbraio. Il suo compito successivo fu fornire fuoco di copertura durante l'Operazione Claymore, un raid sulle isole Lofoten al largo della costa nord-occidentale della Norvegia. A marzo fu assegnata a scortare il convoglio HX 115, salpando da Scapa Flow il 9 marzo e arrivando ad Halifax, in Nuova Scozia, il 15 marzo. La nave lasciò Halifax il giorno successivo per dare la caccia insieme alla Rodney le corazzate tedesche Gneisenau e Scharnhorst, uscite in mare aperto durante l'Operazione Berlin. Temendo un assembramento di navi britanniche, le corazzate tedesche interruppero i loro attacchi e tornarono in Francia. La King George V si unì di nuovo al convoglio HX 115 per fornire scorta il 20 marzo e tornò a Scapa Flow alla fine del mese.
Sotto il comando del capitano di vascello Wilfred R. Patterson, diventò l'ammiraglia della Home Fleet agli ordini di Sir John Tovey. Dopo l'affondamento della Hood, partecipò alla caccia alla Bismarck, fungendo da quartier generale di Tovey. La King George V entrò in contatto con la nave tedesca la mattina del 27 maggio 1941: i colpi della sua batteria principale distrussero parte delle sovrastrutture della Bismarck, che affondò alle 10.36. Poiché al termine della battaglia la Rodney e la stessa King George V erano a corto di carburante, le navi tornarono in porto a velocità ridotta (19 nodi, ossia 35 km/h), venendo scortate da undici cacciatorpediniere per proteggersi dagli U-boot. Il 28 maggio la scorta fu ridotta a tre cacciatorpediniere e la squadra fu attaccata da un gruppo di Heinkel tedeschi: la King George V e la Rodney non subirono danni ma il cacciatorpediniere Mashona fu affondato.
Il 1º maggio 1942, durante una missione di scorta al convoglio PQ-15 diretto a Murmansk, la nave si scontrò con il cacciatorpediniere Punjabi che aveva manovrato per evitare una mina. Il Punjabi venne tranciato in due tronconi e affondò rapidamente, mentre la King George V rimase gravemente danneggiata a prua e lievemente allo scafo, a seguito dell'esplosione delle cariche di profondità del cacciatorpediniere. Nell'incidente rimasero uccisi 49 marinai.
Nel maggio 1943, fu trasferita a Gibilterra in preparazione dello sbarco in Sicilia. Insieme alla nave gemella Howe, prese parte ai bombardamenti di Trapani, Levanzo e Favignana e fece parte della squadra di riserva per lo sbarco di Salerno. Dopo l'armistizio, scortò parte della flotta italiana, tra cui le corazzate Andrea Doria e Duilio, a Malta e fornì copertura durante lo sbarco a Taranto dal 9 all'11 settembre. In seguito, scortò le navi italiane da Malta ad Alessandria. A dicembre trasportò il primo ministro Winston Churchill nel suo viaggio di ritorno in Regno Unito dalla Conferenza di Teheran.
Dal marzo al giugno 1944 venne revisionata a Liverpool e vennero potenziati il sistema radar e l'armamento antiaereo. Il 28 ottobre 1944 salpò da Scapa Flow sotto il comando dell'ammiraglio Bruce Fraser per unirsi ad altre unità della Royal Navy che avrebbero costituito la British Pacific Fleet. 
Nel giugno 1945 condusse il bombardamento degli aeroporti giapponesi nelle isole Ryukyu e a metà luglio si unì alle unità navali statunitensi per bombardare le installazioni industriali di Hitachi (in questa operazione sparò 267 colpi con il suo armamento principale). La nave prese poi parte alla battaglia di Okinawa e compì la sua ultima azione offensiva nella notte fra il 29 e 30 luglio 1945, quando bombardò Hamamatsu.
Dopo i bombardamenti atomici di Hiroshima e Nagasaki, si trasferì con altre unità della British Pacific Fleet nella baia di Tokyo per essere presente alle cerimonie di resa del Giappone.

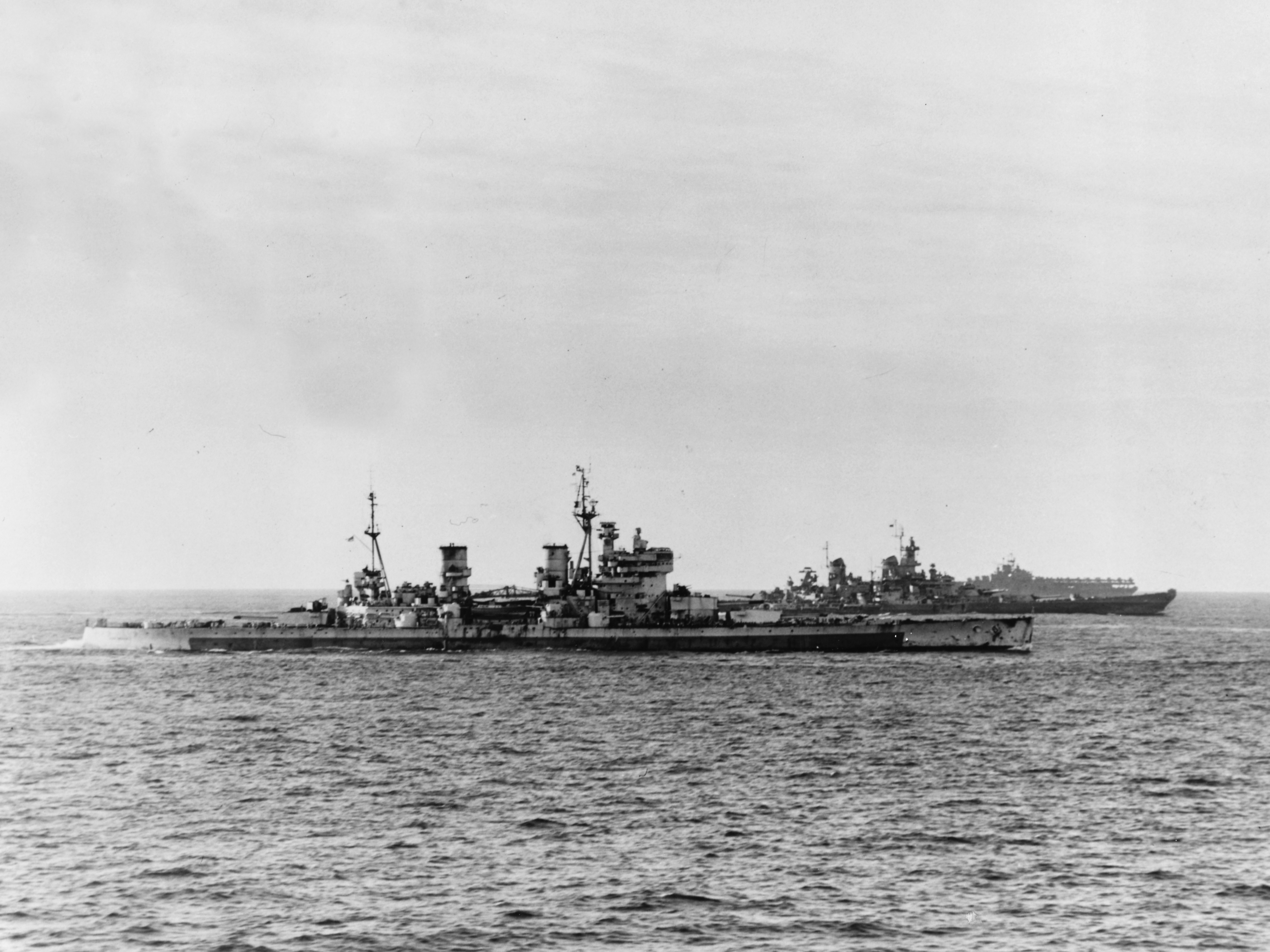
La King George V nella baia di Tokyo il 16 agosto 1945

Nel gennaio 1946 trasportò il duca di Gloucester Henry Windsor e sua moglie in visita ufficiale in Australia, tornando poi a Portsmouth a marzo. Fino al dicembre 1946 fu nuovamente ammiraglia della Home Fleet, per poi essere adibita al ruolo di nave scuola. La vita operativa della nave fu interrotta nel giugno 1950 quando venne declassata nella flotta di riserva. 
Nel 1957 fu presa la decisione di smantellare tutte le 4 navi classe King George V. La King George V fu quindi trasferita da Gareloch, in Scozia, alla ditta Arnott Young and Co. di Dalmuir dove venne demolita.